# 벅스턴저드
벅스턴저드(Meriones sacramenti)는 쥐과 메리오네스속에 속하는 설치류의 일종이다. 네게브 사막과 시나이반도 북부 해안가 일부 지역에서 발견된다.

## 어원
일반명은 영국의 수렵인이자 자연보호론자로 저명한 보호 기구인 "국제야생동식물"(Flora and Fauna International)으로 성장한 "제국 야생동물 보존회"(Society for the Preservation of the Wild Fauna of the Empire)의 설립자인 벅스턴 경(Sir Edward North Buxton)의 이름에서 유래했다.

## 특징
벅스턴저드는 진한 계피색 털이 덮여 있고, 꼬리는 눈에 띄는 검은색의 더부룩한 꼬리 형태이다. 다른 저드처럼, 벅스턴저드 몸의 털은 상당히 길고 부드러우며 무성한 반면에 꼬리의 털은 몸 쪽 근처는 짧고 끝 부분으로 갈수록 점점 길어진다. 대부분의 메리오네스속(Meriones) 종에서, 몸 옆구리 쪽은 일반적으로 등 쪽보다 밝고 얼굴 부근도 밝은 색을 띤다. 배 쪽은 보통 희고 엷은 노란색, 담황색 또는 연한 회색이다. 벅스턴저드의 발은 엷은 색을 띠고, 강하고 연한 발톱을 갖고 있다. 꼬리 길이 11~17cm를 제외한 몸길이는 14~19cm이다. 저드류는 일반적으로 좁고 잘 발달한 귀와 긴 꼬리를 갖고 있으며, 꼬리 길이는 몸길와 거의 같다. 대부분의 종은 도약을 위해 약간 가늘고 긴 뒷 다리를 갖고 있다. 벅스턴저드는 다른 메리오네스속 종들보다 두개골이 좀더 튼튼하고 모가 나 있다.

## 분포 및 서식지
시나이반도 북부(이집트)와 이스라엘 해안 지역의 토착종으로 네게브 사막 북부와 야르콘 강 남쪽 해안가 평원에서 발견된다. 건조한 모래 환경 서식지로, 서식지는 주로 해안가 모래 언덕과 사막, 건조 스텝 지대로 이루어져 있으며 모두 상당히 제한된 식물과 함께 서식한다. 경작지와 초원, 산악 계곡에서도 발견된다.

## 생태
벅스턴저드는 대부분의 시간을 땅 아래 굴 속에서 보낸다. 메리오네스속 종들은 부드러운 흙 속에 굴을 파고, 굴의 복잡한 정도는 종에 따라 아주 다양하다. 굴은 땅 속에서 수 미터에 달할 수 있으며 여러 개의 입구가 통로와 회랑으로 복잡하게 서로 연결되어 있는 반면에, 다른 종들은 굴 깊이가 훨씬 더 얕고 입구와 통로 수가 적다. 일반적으로 굴 표면 근처에 먹이 저장을 위한 방이 있으며, 땅 깊숙한 곳에 둥지를 위한 하나 이상의 방이 있다.